# Michael Hantel
Michael Hantel (* 1938 in Berlin) ist ein deutscher Klimatologe und Meteorologe.

## Leben
Hantel studierte Physik in Marburg und Bonn mit dem Diplom in Experimentalphysik bei Wolfgang Paul 1961. Er wurde 1968 an der Universität Bonn bei Georg Wüst in Ozeanographie promoviert (Dissertation: Ein lineares zeitabhängiges Einschichtenmodell der windgetriebenen Meeresströmungen für den äquatorialen Indischen Ozean) und habilitierte sich dort 1972 (Ein vertikal-integriertes Modell der Passatschicht) in theoretischer Meteorologie bei Hermann Flohn. Als Post-Doktorand war er 1968/69 an der Universität Miami und 1974/75 in Princeton. 1976 wurde er Professor für Meteorologie in Bonn. Er war von 1987 bis zur Emeritierung 2007 Professor für Meteorologie an der Universität Wien.
Er befasst sich mit geophysikalischer Hydrodynamik in Atmosphäre und Ozean, globaler Klimatologie (Energiezyklus, Beobachtungsfragen u. a.), konvektiven Flüssen in der Atmosphäre, Temperaturempfindlichkeit von Schnee und Vegetation in den Alpen, Nambu-Kalkül in der dynamischen Meteorologie.
Von ihm stammen Lehrbücher über Meteorologie und Klimatologie. 1992 wurde er korrespondierendes Mitglied der Österreichischen Akademie der Wissenschaften.
2002 bis 2006 war er Herausgeber der Meteorologischen Zeitschrift.
2000 wurde er Ehrenmitglied der Ungarischen Meteorologischen Gesellschaft. 2009 erhielt er die Goldene Julius von Hann Medaille der Österreichischen Gesellschaft für Meteorologie und 2013 die Reinhard Süring–Plakette der Deutschen Meteorologischen Gesellschaft.
Hantel ist seit 1964 verheiratet und hat drei Kinder.

## Schriften (Auswahl)
Bücher und Buchbeiträge:
- Einführung in die theoretische Meteorologie, Springer Spektrum 2013
- mit Leopold Haimberger: Grundkurs Klima, Springer Spektrum 2016
- Klimatologie, in Bergmann-Schaefer Lehrbuch der Experimentalphysik, De Gruyter, Band 7, De Gruyter 2001
- mit Heinz Reuter, Reinhold Steinacker: Meteorologie, in Bergmann-Schaefer Lehrbuch der Experimentalphysik, De Gruyter, Band 7, De Gruyter 2001
- als Herausgeber: Observed Global Climate, Landolt-Börnstein, Numerical Data and Functional Relationships in Science and Technology, New Series, Band 6 in Gruppe 5 (Geophysik), Springer-Verlag 2005

Einige Aufsätze:
On the display of the atmospheric circulation with streamfunctions, Monthly Weather Review, Band 102, 1974, S. 649–661.
- Subsynoptic Vertical Heat Fluxes from High-Resolution Synoptic Budgets, Meteorology and Atmospheric Physics, Band 36, 1987, S. 24–44.
- mit L. Haimberger: Diagnosing Deep Convection from Global Analyses, in: Meteorology and Atmospheric Physics, Band 67, 1998, S. 135–152.
- mit M. Ehrendorfer, A. Haslinger: Climate Sensitivity of Snow Cover Duration in Austria, International Journal of Climatology, Band 20, 2000, S. 615–640.
- mit M. Steinheimer: A consistent vertical Bowen ratio profile in the planetary boundary layer,  Quarterly Journal of the Royal Meteorological Society, Band 132, 2007, S. 2459–2474.
- mit C. Mauer, D. Mayer: The snowline climate of the Alps 1961–2010, Theoretical and Applied Climatology, Band 110, 2012, S. 517–537.